# Saint-Sauveur-en-Puisaye
Saint-Sauveur-en-Puisaye là một xã của Pháp,tọa lạc ở tỉnh Yonne trong vùng Bourgogne.

## Thông tin nhân khẩu
| Năm | 1962  | 1968  | 1975  | 1982  | 1990  | 1999 |
| --- | ----- | ----- | ----- | ----- | ----- | ---- |
| Dân số | 1 184 | 1 187 | 1 193 | 1 149 | 1 005 | 939  |
| From the year 1962 on: No double counting—residents of multiple communes (e.g. students and military personnel) are counted only once. |       |       |       |       |       |      |